# Dinaro algerino

Monete da 5, 10, 20 e 50 dinari (1998)

Il dinaro algerino è la moneta dell'Algeria dal 1964, anno in cui ha rimpiazzato il franco algerino. Il nome deriva dal nome della moneta romana denarius. Esso è suddiviso in 100 santeem (سنتيم).

## Monete
In generale le monete in circolazione sono da 5, 10, 20, 50, 100 dinari e a partire dal 2012 si sono diffuse le monete da 200 dinari. A causa della forte inflazione, i centesimi sono stati tolti dalla circolazione come anche le monete da 1 e 2 dinari.
Come buona parte degli altri stati africani, anche l'Algeria è molto parsimoniosa nel numero di emissioni metalliche; infatti a causa dell'elevato costo della materia prima rispetto a quella cartacea, si preferisce incentivare la produzione di banconote rispetto alle monete. Di conseguenza, la produzione non viene iterata ogni anno, come accadeva per esempio in tutti i paesi d'Europa, ma cadenzata in maniera diversa (da una coniazione all'altra possono passare anche sette anni); inoltre essa non avviene attraverso emissioni di serie complete, ma con valori sfalsati. Non desta stupore perciò che i soggetti riportati sul verso dei valori celebrino anniversari relativi alla storia algerina, come le tre emissioni degli anni settanta-ottanta della moneta da 50 centesimi celebranti il 30º anniversario del primo scontro franco-algerino (1975), il 1400º anniversario dell'ascensione di maometto al cielo (1980), il 25º anniversario della costituzione (1988).

## Banconote
Le banconote in circolazione sono: 100, 200, 500, 1000 e 2000 dinari.
La prima serie di banconote del dinaro fu emessa nel 1964 ed era costituita da biglietti da 5, 10, 50 e 100 dinari. Nel 1970 la serie fu integrata con il biglietto da 500 dinari seguito nel 1992 da quello da 1000 dinari e nel 2011 quella da 2000.
A differenza delle precedenti banconote, al diritto il testo è in arabo mentre al rovescio è in francese.
| Terza serie  | Terza serie | Terza serie | Terza serie       | Terza serie                                | Terza serie | Terza serie                    | Terza serie |
| Immagine     | Immagine    | Valore      | Colore principale | Descrizione                                | Descrizione | Data di                        | Data di     |
| Diritto      | Rovescio    | Valore      | Colore principale | Diritto                                    | Rovescio | stampa                         | emissione   |
| ------------ | ----------- | ----------- | ----------------- | ------------------------------------------ | --- | ------------------------------ | ----------- |
|              |             | 10 DA       | Verde             | Treno passeggeri Diesel                    | Villaggio di montagna | 2 dicembre 1983                |             |
|              |             | 20 DA       | Rosso             |                                            | Artigianato e torre | 2 gennaio 1983                 |             |
|              |             | 50 DA       | Verde             | Pastore e gregge                           | Agricoltori su un trattore | 1º novembre 1977               |             |
|              |             | 100 DA      | Blu               | Villaggio con minareti                     | Uomini al lavoro con piante | 1º novembre 1981 8 giugno 1982 |             |
|              |             | 200 DA      | Marrone           | Piazza dei martiri, Algeri                 | Un ponte Costantina | 23 marzo 1983                  |             |
| Quarte serie |             |             |                   |                                            | |                                |             |
|              |             | 100 DA      | Blue              | Cavalieri arabi                            | Cavalieri entro un sigillo ed una barca a vela tradizionale                                                                             | 21 maggio 1992                 | 1996        |
|              |             | 200 DA      | Marrone           | Scuola coranica                            | | 21 maggio 1992                 | 1996        |
|              |             | 500 DA      | Violetto e rosa   | Romani che combattono su elefanti          | Romani che combattono dentro un sigillo, una tomba romana a Tipasa, una cascata di acqua calda a Hammam Debagh, Provincia di Guelma (?) | 21 maggio 1992 10 giugno 1998  | 1996 2000   |
|              |             | 1000 DA     | Rosso             | Un bisonte (?), pittura da Tassili n'Ajjer | Altri pitture da Tassili, e l'Ahaggar (?)                                                                                               | 21 maggio 1992 10 giugno 1998  | 1995 2000   |
|              |             |             |                   |                                            | |                                |             |

La banconota da 100 dinari è gradualmente sostituita da monete. In circolazione ci sono banconote da 200, 500 e 1000 dinari. Le banconote da 500 e 1000 dinari datate 1998 hanno una riga olografica sul diritto.